# Чайковка (Николаевская область)
Чайковка (укр. Чайківка; до 2024 года — Краснополь) — село в Первомайском районе Николаевской области Украины.
Основано в 1795 году. Население по переписи 2001 года составляло 279 человек. Почтовый индекс — 56320. Телефонный код — 5135. Занимает площадь 1,345 км².

## Местный совет
56320, Николаевская обл., Первомайский р-н, с. Краснополь, ул. Лебеденка, 3